# 犬居町
犬居町（いぬいちょう）は静岡県の西部、周智郡に属していた町である。
現在の浜松市天竜区北東部、気田川中流域にあたる。本項では町制前の名称である犬居村（いぬいむら）についても述べる。

## 地理
- 山：秋葉山
- 河川：気田川、熊切川

## 歴史
- 1889年（明治22年）4月1日 - 町村制の施行により堀之内村、領家村、和泉平村が合併して犬居村発足。
- 1928年（昭和3年）11月15日 - 犬居村が町制施行して犬居町となる。
- 1956年（昭和31年）9月30日 - 熊切村と合併して春野町が発足。同日犬居町廃止。
- 1957年（昭和32年）8月1日 - 春野町が気多村と合併し、改めて春野町が発足。
- 2005年（平成17年）7月1日 - 春野町が浜松市に編入。
- 2007年（平成19年）4月1日 - 浜松市が政令指定都市に移行し、旧町域が天竜区となる。

## 名所・旧跡・観光スポット・祭事・催事
- 秋葉山本宮秋葉神社
- 犬居城址 - 遠江天野氏の居城。